# 厄尔维尔-比安维尔
厄尔维尔-比安维尔（法語：Eurville-Bienville，法語發音：[œʁvil bjɛ̃vil]）是法国上马恩省的一个市镇，位于该省北部，属于圣迪济耶区。该市镇于1972年由原市镇厄尔维尔（Eurville）和比安维尔（Bienville）合并而成。

## 地理
厄尔维尔-比安维尔（48°35'6"N, 5°2'12"E）面积20.73 平方千米，位于法国大東部大區上马恩省，该省份为法国东北部内陆省份，北起马恩省和默兹省，西接奥布省，西南接科多尔省，东南接上索恩省，东临孚日省。
与厄尔维尔-比安维尔接壤的市镇（或旧市镇、城区）包括：马恩河畔罗什、沙穆耶、马恩河畔巴亚尔、纳尔西、聖迪濟耶、特鲁瓦方丹拉维尔。

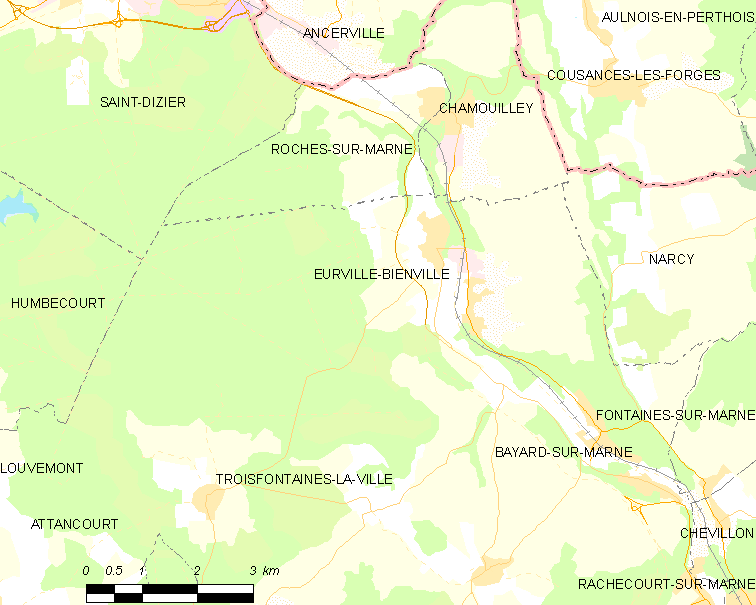
厄尔维尔-比安维尔的OSM定位图

厄尔维尔-比安维尔的时区为UTC+01:00、UTC+02:00（夏令时）。

## 行政
厄尔维尔-比安维尔的邮政编码为52410，INSEE市镇编码为52194。

## 政治
厄尔维尔-比安维尔所属的省级选区为厄尔维尔-比安维尔县。

## 人口

1962-2008年间厄尔维尔-比安维尔人口变化图示

厄尔维尔-比安维尔于2022年1月1日时的人口数量为2001人。